# Russula carminipes
Russula carminipes är en svampart som beskrevs av J. Blum 1954. Russula carminipes ingår i släktet kremlor och familjen kremlor och riskor.  Artens status i Sverige är: Ej påträffad. Inga underarter finns listade i Catalogue of Life.

## Bildgalleri